# علي محمد (جاسوس)
علي عبد السعود محمد (بالإنجليزية: Ali Mohamed)‏ (3 يونيو عام 1952)، كان عميلاً مزدوجاً في كلّ من وكالة المخابرات المركزية والجهاد الإسلامي المصري في آن واحد، إذ قدّم تقارير عن أعمال كلّ منهما لصالح الآخر.
جاء علي محمد إلى الولايات المتحدة بصفته مترجماً لأيمن الظواهري الذي تجوّل بين مساجد كاليفورنيا بهدف جمع التبرعات لصدّ الغزو السوفييتي عن أفغانستان. شجّعه الظواهري على اختراق الدولة أثناء وجودهما في الولايات المتحدة، إذ ادّعى الظواهري بأنه ينوي الانشقاق عن الدولة أيضاً. دخل علي محمد إلى قسم القاهرة التابع لمكتب وكالة المخابرات المركزية وطلب التحدّث مع رئيس القسم ليعرض عليه خدماته، افترض الأمريكيون حينها أنه جاسوس مصري إلا أنهم جنّدوه كضابط استخباراتي صغير. كُلّف علي محمد بالتسلل إلى مسجد تابع لحزب الله، لكنّه أخبر الإمام بأنه جاسوس أمريكي مكلّف بجمع المعلومات. أبلغ أحد الجواسيس الأمريكيين المخلصين الموجودين في المسجد وكالة الاستخبارات المركزية بما فعل علي محمد، ففصلته وحاولت منعه من دخول الولايات المتحدة. وعلى أي حال، انضم علي محمد إلى القوات الخاصة الأمريكية التابعة للجيش الأمريكي، إذ أرسلته القوات إلى مدرسة حربية خاصة وشجعته على متابعة سعيه في الحصول على درجة الدكتوراه في الدراسات الإسلامية ليدرّس بعض المقررات في الشرق الأوسط.
خلال ثمانينات القرن الماضي، درّب علي محمد بعض المقاتلين المعاديين للاتحاد السوفيتي الذين كانوا في طريقهم إلى أفغانستان. لقّبه العميل الخاص في مكتب التحقيقات الفيدرالي جاك كلونان «مدرب بن لادن الأول». اتُّهم علي محمد بتفجيرات عام 1998 في سفارات الولايات المتحدة في نيروبي وكينيا ودار السلام وتنزانيا. أقرّ علي محمد بذنبه فيما يتعلّق بخمس تهم تُثبت تآمره لقتل مواطني الولايات المتحدة وتدمير الممتلكات الأمريكية.
بقي علي محمد رائداً في المخابرات العسكرية التابعة للجيش المصري إلى أن سُرّح بسبب تطرفه المشبوه في عام 1984. التحق بالجيش الأمريكي واستغل معلوماته العسكرية الأمريكية لتدريب تنظيم القاعدة وغيره من المتشددين الإسلاميين. كتب علي محمد دليل القاعدة المؤلف من عدة مجلدات لتدريب الإرهابيين.

## في أفغانستان
شارك علي محمد أثناء ثمانينيات القرن الماضي في تدريب بعض المجاهدين الأفغان المعادين للاتحاد السوفيتي، تضمّنت صفوفه التدريبية أسامة بن لادن (القائد السابق للقاعدة) وأيمن الظواهري (القائد الحالي للقاعدة) وبعض الأعضاء الإرهابيين المسؤولين عن تفجير السفارتين الأمريكيتين في أفريقيا. 
بعد انتقاله إلى الولايات المتحدة وانضمامه إلى الجيش الأمريكي، جمع علي محمد معلومات استخبارية مرتبطة بالجيش والبنية التحتية الأمريكية. عاد إلى أفغانستان في عام 1988 بهدف محاربة الاتحاد السوفيتي. واصل علي محمد تدريب خلايا الإرهابيين مستغلاً المعلومات التي حصل عليها أثناء إقامته في الولايات المتحدة.
عاد علي محمد إلى الولايات المتحدة ومن ثم إلى أفغانستان في عام 1990، حيث بدأ بالتخطيط لتفجيرات السفارة بالتعاون مع أسامة بن لادن وأيمن الظواهري. لعب علي محمد دوراً رئيسياً في نقل تنظيم القاعدة من أفغانستان إلى السودان.
زار علي محمد أفغانستان مرات عديدة في عام 1992، إذ كان الهدف من هذه الزيارات تدريب الخلايا الإرهابية. استطاع زيارة أفغانستان 58 مرة خلال سنة واحدة على الرغم من مراقبة وكالة المخابرات المركزية له. حارب علي محمد ودرّب المجاهدين الأفغان خلال الحرب الأهلية التي عقبت هزيمة القوات السوفيتية في أفغانستان. إضافة إلى ذلك، درّب بعض الجنرالات في تنظيم القاعدة على فن حرب المخابرات كالمراقبة والمراقبة المضادة والاغتيالات والخطف والشيفرات.
طوّر علي محمد نظاماً لتركيبة الخلايا والمجموعات في الفصائل الإرهابية، وذلك لكي ينشر الإرهابيين بطريقة يصعب السيطرة عليها. تعاون بن لادن وعلي محمد في إنشاء خلايا إرهابية في تنزانيا وكينيا بهدف الاستعداد لتفجيرات السفارات الأمريكية هناك. انتقل علي محمد إلى نيروبي بعد أن أنهى مهمته في التخطيط، حيث ساعد أيضاً في إنشاء خلية إرهابية هناك. موّل الخلية الإرهابية من خلال إنشاء شركات في مجالات صيد الأسماك والسيارات. بعد ذلك، عاد علي محمد إلى أفغانستان لمناقشة خطط التفجيرات وغيرها من المعلومات مع بن لادن وأعضاء آخرين في تنظيم القاعدة.

## في الولايات المتحدة
عرض علي محمد خدماته على قسم القاهرة التابع لوكالة المخابرات المركزية الأمريكية والموجود في مدينة هامبورغ الألمانية في عام 1984. وفي الوقت الذي استغنت فيه وكالة المخابرات المركزية عن خدماته بعد كشفه عن هويته كجاسوس أمريكي، ذهب علي محمد إلى كاليفورنيا من خلال برنامج الإعفاء عن التأشيرة الذي ترعاه الوكالة ذاتها.
أصبح علي محمد مواطناً أمريكياً بعد أن تزوّج من امرأة أمريكية من سانتا كلارا في ولاية كاليفورنيا. انضم إلى الجيش الأمريكي والتحق بمدرسة ومركز جون ف. كينيدي الخاصة الحربية في فورت براغ في ولاية كارولاينا الشمالية حتّى عام 1989.
وفقاً للبحوث التعاونية، عمل علي محمد كرقيب تدريب في فورت براغ، حيث عُيّن لتدريس دورات في الثقافة العربية في مركز ومدرسة جون ف. كينيدي الخاصة الحربية.
في عام 1988، أخبر علي محمد رؤساءه من الضباط في الجيش الأمريكي أنه سيبتعد لفترة من الوقت بهدف القضاء على السوفييت في أفغانستان. «عاد بعد شهر من الزمن متفاخراً بقتله لجنديين سوفيتيين، فقدّم بعض الهدايا التذكارية التي تضمّنت أحزمة اللباس السوفيتي الموحد».
أخذ علي محمد بعض الخرائط والكتيّبات التدريبية إلى خارج القاعدة، إذ صغّر حجمها ونسخها ليستخدمها في كتابة دليل تدريب إرهابي مؤلف من عدة مجلدات لتنظيم القاعدة.
أجرى علي محمد بعض التدريبات العسكرية السرية والتدميرية في مركز الكفاح للاجئين. ساعد أيضاً في تدريب عدد من الجهاديين أثناء وجوده في الولايات المتحدة، ومن الأمثلة على ذلك السيد نصير ومحمود أبو حليمة الذين ساعدوا رمزي يوسف في هجومه على مركز التجارة العالمي في عام 1993.
رفض عميل القاعدة محمد عاطف إعطاء علي محمد أي تفاصيل حول الاسم وجواز السفر الخاص الذي سيستخدمه في عام 1994، وذلك بسبب شكّه بتعاون علي محمد مع السلطات الأمريكية.
كشف علي محمد المبررات خلف جهوده في مقابلة تلفزيونية، إذ قال إنه «لا يمكن للإسلام أن يعيش دون هيمنة سياسية».

## اعتقاله ومحاكمته
بعد أسبوعين من تفجيرات السفارات في عام 1998، فتّش عملاء مكتب التحقيقات الفيدرالي شقة علي محمد. وجدوا هناك بعض الأدلة على أنشطة إرهابية كبعض الخطط والنصوص التدريبية لتنظيم القاعدة. خطّط علي محمد لمغادرة البلاد بهدف لقاء أسامة بن لادن، إلا أنه استُدعي للإدلاء بشهادته في محاكمة المشتبه بهم الآخرين. وفي يوم المحاكمة، قّبض على علي محمد كمشتبه به رئيسي في تفجيرات السفارات.
اتُّهم علي محمد بتفجيرات عام 1998 في سفارات الولايات المتحدة في نيروبي وكينيا ودار السلام وتنزانيا. أقرّ علي محمد بذنبه فيما يتعلّق بخمس تهم تثبت تآمره لقتل مواطني الولايات المتحدة وتدمير الممتلكات الأمريكية.
في عام 2011، أكّد عميل مكتب التحقيقات الفيدرالي السابق علي صوفان على أن علي محمد لا يزال بانتظار صدور الحكم عليه.

## تكهنات حول تعاونه مع المخابرات الأمريكية
صرّحت صحيفة «الأخبار والمراقب» في أكتوبر من عام 2001 عن احتمالية تعاون علي محمد مع الحكومة الأمريكية. «يعتقد محامو الدفاع والعديد من المراقبين الآخرين أن هناك تعاونًا بين علي محمد -الذي لم يُحكم عليه بعد- والولايات المتحدة في الوقت الحالي، إلا أن الحكومة الأمريكية لم تؤكد هذا الأمر بتاتاً. لن يحصل علي محمد على أقل من 25 عاماً في السجن بعد الحكم عليه بموجب الاتفاق التفاوضي لتخفيف العقوبة». يشير قائد قوة دلتا السابق بيت بلابر في كتابه «المهمة والرجال وأنا: دروس من قائد قوة دلتا سابقاً» إلى لقائه مع علي محمد وحصوله على معلومات حول آلية تسلّله إلى أفغانستان وعثوره على قادة تنظيم القاعدة.
أشارت مصادر إخبارية أخرى في عام 2001 إلى محاولة علي محمد تخفيف عقوبته من خلال تسليمه لبعض المعلومات عن تنظيم القاعدة، وأضافت المصادر «أن حكم علي محمد أُجّل إلى أجل غير مسمى». صرّحت زوجته ليندا سانشيز في عام 2006: «لم يصدر أي حكم ضده حتى الآن، ولا يمكنني أن أبوح بأكثر من ذلك قبل إدانته. لا يستطيع أحد التحدث إليه أو الاتصال به، فقد أبقوا عليه في سرية تامة، وكأنه قد اختفى في الهواء».